# Tony Benson
Tony Benson, född 20 maj 1942, är en australisk friidrottare. Han deltog vid olympiska sommarspelen 1972.